# Cyklopentadienyl
Cyklopentadienyl (Cp, cp) – nazwa ligandu występującego w związkach metaloorganicznych. Ligand ten powstaje w wyniku połączenia metalu z cyklopenta-1,3-dienem.
Cyklopentadienyl jest ligandem aromatycznym. Sam cyklopent-1,3-dien nie jest związkiem aromatycznym, wystarczy jednak oderwać od niego kation H+, aby spełniał on  regułę aromatyczności Hückla. Do ligandów cyklopentadienylowych zalicza się też wszelkie pochodne cyklopenta-1,3-dienu, w których jest zachowany charakterystyczny dla anionu układ cykliczny.

## Rodzaje kompleksów cyklopentadienylowych
Cyklopentadienyl z metalami alkalicznymi tworzy wiązanie jonowe, w którym sam ligand przyjmuje rzeczywisty ładunek ujemny:
W reakcji z chlorkami niektórych metali przejściowych występujących na II stopniu utlenienia (żelazo, wanad, chrom, mangan, kobalt, nikiel) tworzą się najbardziej znane kompleksy cyklopentadienylowe, zwane metalocenami, lub kompleksami sandwichowymi, w których dwa ligandy "łapią w kleszcze" centralny atom metalu:
Metaloceny są π-kompleksami, które powstają na skutek nakładania się zdelokalizowanych orbitali π ligandu (zajętych i niezajętych) z orbitalami s, p i d metalu centralnego - dając złożony, zdelokalizowany układ połączeń, w których każdy z dwóch ligandów cyklopentadienylowych jest formalnie donorem pięciu elektronów, po jednym z każdego atomu węgla. Pojedyncze wiązania między poszczególnymi atomami węgla a metalem centralnym są bardzo słabe - znacznie słabsze niż np. analogiczne wiązania w kompleksach alkenowych - ale ze względu na to, że występuje ich aż 10, cała struktura jest bardzo stabilna. Tradycyjnie jednak układ tych wiązań dla uproszczenia rysuje się we wzorach tych związków w formie jednej kreski, jak np. dla ferrocenu:
W reakcji z chlorkami innych metali przejściowych, występujących na IV stopniu utlenienia, tworzą się kompleksy typu "bent" ("zgięte"), w których podstawieniu ulegają tylko dwa z czterech ligandów chlorkowych:
Obecność dwóch ligandów chlorkowych powoduje przesunięcie się ligandów cp „do tyłu”, natura wiązań metal-cp pozostaje jednak taka sama jak w metalocenach.
Oprócz tego istnieją też kompleksy "półsandwichowe", w których obecny jest tylko jeden ligand cyklopentadienylowy:

## Własności i zastosowanie

### Kompleksy metali alkalicznych
Kompleksy cp z metalami alkalicznymi mają własności zbliżone do zwykłych soli nieorganicznych, przy czym rolę anionu odgrywa w nich cyklopentadienyl. Nie rozpuszczają się one jednak w wodzie, lecz tylko w polarnych, aprotonowych rozpuszczalnikach organicznych (THF, aceton, eter dietylowy), w pewnym stopniu są one też rozpuszczalne w rozpuszczalnikach aromatycznych (benzen, toluen itp.). Związki te są głównie stosowane jako źródło ligandu cp w syntezie innych kompleksów.

### Kompleksy metali przejściowych
Wiązanie metal–cp w metalocenach i innych π-kompleksach z udziałem tego ligandu jest chemicznie bardzo trwałe. Raz utworzone jest w stanie przetrwać nawet bardzo drastyczne warunki. Powoduje to, że metaloceny są bardzo trwałymi związkami, które można traktować jak zwykłe, choć szczególnie bogate w elektrony areny, które ulegają wszystkim reakcjom charakterystycznym dla arenów, przy czym wiązania metal–cp pozostają w tych wszystkich reakcjach całkowicie nienaruszone. Metaloceny topią się w temp. 160-170 °C i są całkowicie stabilne aż do temperatur rzędu 250 °C.
Ligandy cyklopentadienylowe działają zawsze stabilizująco na własności chemiczne kompleksów i dlatego są często stosowane do "regulowania" aktywności katalitycznej wielu związków metaloorganicznych. Metaloceny są na tyle trwałe, że nie są przydatne jako katalizatory (oprócz niklocenu [NiCp2]), jednak katalizatory typu "bent" i półsandwichowe mają już dobre własności katalityczne. Dodatkową zaletą ligandów cp jest silny wpływ na geometrię całej cząsteczki, która często okazuje się idealna z katalitycznego punktu widzenia. Np. to dzięki ligandom cp [TiCp2Cl2] jest przydatny jako katalizator polimeryzacji etylenu:
W katalizatorach tych, zwanych od ich odkrywców układami Zieglera-Natty, istotny jest niewielki kąt między ligandem R (etylenowym) i CH2CH2+, który umożliwia łatwy przeskok ligandu R na elektrododatni atom węgla ligandu CH2CH2+, w kluczowym etapie cyklu katalitycznego.

### Efekt poślizgu
W niektórych przypadkach ligand cp posiada zdolność "poślizgu" – polegającą na chwilowej lub trwałej zmianie liczby dostarczanych elektronów do układu, np.
Jeden z ligandów cp dostarcza pięć, a drugi trzy elektrony – przy czym nie można określić, który jest który, bo są one równocenne na skutek występowania rezonansu chemicznego.
W niektórych przypadkach udaje się jednak wyodrębnić kompleksy, w których ligandy cp dostarczają do układu trwale trzy, a nawet jeden elektron:
Każdy z trzech wyżej pokazanych związków udało się wyodrębnić i scharakteryzować metodą rentgenografii strukturalnej. Efekt "poślizgu" wykorzystuje się współcześnie przy projektowaniu struktury katalizatorów, np. katalizator IV generacji do procesu Monsanto (bezpośrednia synteza kwasu octowego z metanolu stosowana na masową skalę w przemyśle) jest tak zaprojektowany, aby w kluczowym etapie cyklu katalitycznego, ulegać efektowi "poślizgu", co umożliwia sprawne przyłączanie i odrywanie ligandów, stanowiących substraty i produkty reakcji: